# Ningtö
Ningtö (egyszerűsített kínai írással: 宁德市, pinjin: Níngdé Shì) prefektúra szintű város Kínában, Fucsien tartományban. Lakosainak száma 3 146 789 fő (2020).

## Népesség
| 2018 | 2 910 000 |
| 2020 | 3 146 789 |

## Testvérvárosok
- Speyer